# Satyrus rhena
Satyrus rhena är en fjärilsart som beskrevs av Herrich-Schäffer 1852. Satyrus rhena ingår i släktet Satyrus och familjen praktfjärilar. Inga underarter finns listade.